# Hejőpapi
Hejőpapi é um município da Hungria, situado no condado de Borsod-Abaúj-Zemplén. Tem 17,02 km² de área e sua população em 2015 foi estimada em 1.152 habitantes.